# Balthasar Wurmb
Balthasar Wurmb (* 1532; † 13. November 1598 in Dresden) war ein kursächsischer Geheimer Rat und Amtshauptmann.

## Leben
Er stammte aus dem thüringischen Adelsgeschlecht von Wurmb und war der Sohn von Hans Wurmb (1500–1570), der Hofmarschall des Kurfürsten Moritz von Sachsen gewesen ist. Seine Mutter war Kunigunde geb. von Wildenstein. Er verzichtete zu Lebzeiten auf den Zusatz „von“ bei der Führung seines Namens.
Bereits in jüngeren Jahren wurde er von seinen Eltern an den kurfürstlichen Hof geschickt, wo er dem Kurfürsten August von Sachsen ab 1546 zuerst als Page, dann als Kammerjunker und Stallmeister diente. Nach dem Tod des Vaters im Oktober 1570 erbte er dessen Güter und musste sich auch um die unmündigen Kinder seines verstorbenen Bruders Georg Wurmb kümmern, mit denen er sich durch eine Erbteilung einigte. Unter den ihn zugeteilten Lehngütern war auch ein Anteil an Thamsbrück und das halbe Dorf Klettstedt, von denen er die darauf haftenden Schulden tilgte. Da er die meiste Zeit in Dresden weilte, verkaufte er 1580 seine in der Umgebung von Thamsbrück gelegenen und nach dem Tod des Vaters geerbten Besitzungen und behielt für sich lediglich das Rittergut Klettstedt und einen Weinberg bei Weißensee.
Von Kurfürst Christian von Sachsen wurde er zum Amtshauptmann des Amtes Stolpen und Stiftshauptmann von Quedlinburg befördert. Zuletzt wurde er 1593 von der Witwe des Kurfürsten zum Geheimen Rat ernannt.
Verheiratet war er zunächst mit Sabina geb. von Maltitz aus dem Hause Bräunsdorf, mit der er drei Söhne und eine Tochter hatte und die nach 26 Jahren Ehe verstarb. Balthasar heiratete in zweiter Ehe Ursula geb. von Loß, mit der er 15 Jahre zusammenlebte.
Seine Beisetzung fand am 17. November 1598 in der Frauenkirche in Dresden statt. Die auf ihn gehaltene Leichenpredigt erschien im Druck.
Sein Sohn Christian Wurmb übernahm das Gut in Klettstedt. Der andere Sohn Augustus Wurmb heiratete Margaratha, die Tochter von David Bock von Polach.